# Alex Proyas
Alex Proyas (Alexandrië, 23 september 1963) is een Australische filmregisseur, -schrijver en producent. Hij werd geboren in Egypte. Zijn ouders waren van Griekse afkomst. Toen Proyas drie was verhuisde hij naar Sydney.
Aan het begin van zijn filmcarrière regisseerde hij vele muziekvideo's. Hij werkte vaak samen met production-designer Patrick Tatopoulos.
Zijn eerste grote filmproductie was de filmversie van het stripboek The Crow. De hoofdrol was voor Brandon Lee. De film liep uit op een drama. Michael Massee zou in een van de laatste scènes met een pistool op Lee schieten. Het pistool bevatte naast losse flodders echter ook een echte kogel. Die kogel zorgde ervoor dat Lee uiteindelijk overleed, acht dagen voordat de film afgerond zou worden in maart 1993. In mei 1994 werd de film alsnog succesvol uitgegeven.
In 1998 schreef en regisseerde hij de sciencefictionfilm Dark City. De opbrengst van de film viel tegen ondanks de vele prijzen die de film won. In 2004 regisseerde hij de sciencefictionfilm I, Robot (gebaseerd op de verhalen van Isaac Asimov), met Will Smith in de hoofdrol. De film was een groot succes, maar werd gemengd ontvangen door critici.

## Filmografie
Films die Proyas regisseerde:
- Groping (1980)
- Strange Residues (1981)
- Spineless (1987)
- Spirits of the Air, Gremlins of the Clouds (1987)
- Songlines (1989)
- The Crow (1994)
- The Best of Sting: Fields of Gold 1984-1994 (1994)
- Book of Dreams: 'Welcome to Crateland' (1994)
- Dark City (1998)
- Garage Days (2002)
- I, Robot (2004)
- I'm Only Looking: The Best of INXS (2004) (video "Kiss the Dirt")
- Knowing (2009)
- Gods of Egypt (2016)